# Ceratinia tutia
Espèce
Ceratinia tutia est un insecte lépidoptère  de la famille des Nymphalidae, de la sous-famille des Danainae et du genre Ceratinia.

## Dénomination
Ceratinia tutia a été décrit par William Chapman Hewitson en 1852 sous le nom initial d' Ithomia tutia.
Synonyme : Calloleria tutia ; Godman & Salvin, [1879].

### Sous-espèces
- Ceratinia tutia tutia ; présent au Venezuela
- Ceratinia tutia azarina (Weymer, 1899); présent en Équateur et au Pérou.
- Ceratinia tutia callichroma (Staudinger, 1885); présent en Équateur
- Ceratinia tutia chanchamaya (Haensch, 1905); présent au Pérou.
- Ceratinia tutia dorilla (Bates, 1864); présent au Nicaragua et au Venezuela
- Ceratinia tutia fuscens (Haensch, 1905); présent en Bolivie.
- Ceratinia tutia hopfferi (Weymer, 1899); présent au Pérou.
- Ceratinia tutia poecila (Bates, 1862); présent en Équateur et en Colombie.
- Ceratinia tutia poeciloides (Riley, 1919); présent au Brésil.
- Ceratinia tutia porrecta (Haensch, 1905); présent en Bolivie.
- Ceratinia tutia radiosa (Haensch, 1903); présent en Équateur
- Ceratinia tutia robusta (Haensch, 1905); présent en Bolivie.
- Ceratinia tutia selenides (Weymer, 1899); présent au Pérou.
- Ceratinia tutia singularis (Rebel, 1902); présent en Équateur
- Ceratinia tutia tosca (Schaus, 1902); présent en Colombie
- Ceratinia tutia transversa (Hering, 1925); présent en Colombie[1].

### Nom vernaculaire
Ceratinia tutia se nomme Tutia Tigerwing en anglais.

## Description
Ceratinia tutia est un papillon d'une envergure d'environ 52 mm à 55 mm, aux ailes à apex arrondi avec les ailes antérieures bien plus longues que les ailes postérieures,. Les ailes antérieures ont une partie basale orange, jusqu'à la moitié du bord costal de l'angle externe et le reste de l'aile marron avec une grande flaque jaune dentelée. Les ailes postérieures sont orange avec une marge dentelée de marron, une ligne marron le long du bord costal et au centre de l'aile une bande marron dentelée. Mais les variations sont importantes entre les sous-espèces.
Le revers est semblable en plus clair avec une ligne submarginale de marques blanches.

## Biologie

### Plantes hôtes
Les plantes hôtes de sa chenille sont des Solanum, Solanum antillarum pour Ceratinia tutia dorilla.

## Écologie et distribution
Ceratinia tutia est présent dans le sud du Mexique,  au Nicaragua, au Costa Rica, à Panama, au Venezuela, en Équateur, en Colombie, en Bolivie au Pérou et au Brésil,,.

### Protection
Pas de statut de protection particulier.